# كينجي يونيكورا
كينجي يونيكورا (باليابانية: 米倉健司) مواليد 25 مايو 1934 في نوغاتا، فوكوكا، اليابان، هو ملاكم محترف ياباني سابق. سبق أن شارك في دورة الألعاب الأولمبية الصيفية سنة 1956.

## إحصائيات
خاض خلال مسيرته 24 نزالا، فاز في 13 وتعادل في 1 وخسر في 10. فاز بالضربة القاضية في نزال واحد.

## روابط خارجية
- كينجي يونيكورا على موقع بوكس ريك (الإنجليزية) (registration required)
- كينجي يونيكورا على موقع أوليمبيديا (الإنجليزية)